# فیرهیل (مریلند)
فیرهیل (به انگلیسی: Fair Hill) یک منطقهٔ مسکونی در ایالات متحده آمریکا است که در شهرستان سیسیل، مریلند واقع شده‌است.